# Chèvremont
Pour les articles homonymes, voir Chèvremont (homonymie).
Chèvremont est une commune française située dans le département du Territoire de Belfort, la région culturelle et historique de Franche-Comté et la région administrative Bourgogne-Franche-Comté. 
Ses habitants sont appelés les Chèvremontois.

## Géographie
Le village, administrativement rattaché au canton de Châtenois-les-Forges, est à 6 km de Belfort. Son territoire est traversé par la ligne de chemin de fer Paris - Belfort - Bâle et arrosé par l'Autruche, petite rivière prenant sa source à une vingtaine de kilomètres plus au nord, dans les collines dominant Roppe.

### Climat
Pour des articles plus généraux, voir Climat de la Bourgogne-Franche-Comté et Climat du Territoire de Belfort.
En 2010, le climat de la commune est de type climat des marges montargnardes, selon une étude du Centre national de la recherche scientifique s'appuyant sur une série de données couvrant la période 1971-2000. En 2020, Météo-France publie une typologie des climats de la France métropolitaine dans laquelle la commune est exposée à un climat semi-continental et est dans la région climatique  Vosges, caractérisée par une pluviométrie très élevée (1 500 à 2 000 mm/an) en toutes saisons et un hiver rude (moins de 1 °C). 
Pour la période 1971-2000, la température annuelle moyenne est de 9,7 °C, avec une amplitude thermique annuelle de 17,5 °C. Le cumul annuel moyen de précipitations est de 1 136 mm, avec 11,2 jours de précipitations en janvier et 10,3 jours en juillet. Pour la période 1991-2020, la température moyenne annuelle observée sur la station météorologique de Météo-France la plus proche, « Novillard_sapc », sur la commune de Novillard à 4 km à vol d'oiseau, est de 10,7 °C et le cumul annuel moyen de précipitations est de 909,2 mm. 
La température maximale relevée sur cette station est de 38 °C, atteinte le 4 août 2022 ; la température minimale est de −18,1 °C, atteinte le 20 décembre 2009,,. 
Les paramètres climatiques de la commune ont été estimés pour le milieu du siècle (2041-2070) selon différents scénarios d'émission de gaz à effet de serre à partir des nouvelles projections climatiques de référence DRIAS-2020. Ils sont consultables sur un site dédié publié par Météo-France en novembre 2022.

## Urbanisme

### Typologie
Au 1er janvier 2024, Chèvremont est catégorisée commune rurale à habitat dispersé, selon la nouvelle grille communale de densité à sept niveaux définie par l'Insee en 2022.
Elle est située hors unité urbaine. Par ailleurs la commune fait partie de l'aire d'attraction de Belfort, dont elle est une commune de la couronne,. Cette aire, qui regroupe 91 communes, est catégorisée dans les aires de 50 000 à moins de 200 000 habitants,.

### Occupation des sols
L'occupation des sols de la commune, telle qu'elle ressort de la base de données européenne d’occupation biophysique des sols Corine Land Cover (CLC), est marquée par l'importance des territoires agricoles (61,4 % en 2018), en diminution par rapport à 1990 (63,1 %). La répartition détaillée en 2018 est la suivante : 
zones agricoles hétérogènes (28,7 %), forêts (27 %), prairies (19,7 %), terres arables (13,1 %), zones urbanisées (11,6 %). L'évolution de l’occupation des sols de la commune et de ses infrastructures peut être observée sur les différentes représentations cartographiques du territoire : la carte de Cassini (XVIIIe siècle), la carte d'état-major (1820-1866) et les cartes ou photos aériennes de l'IGN pour la période actuelle (1950 à aujourd'hui).

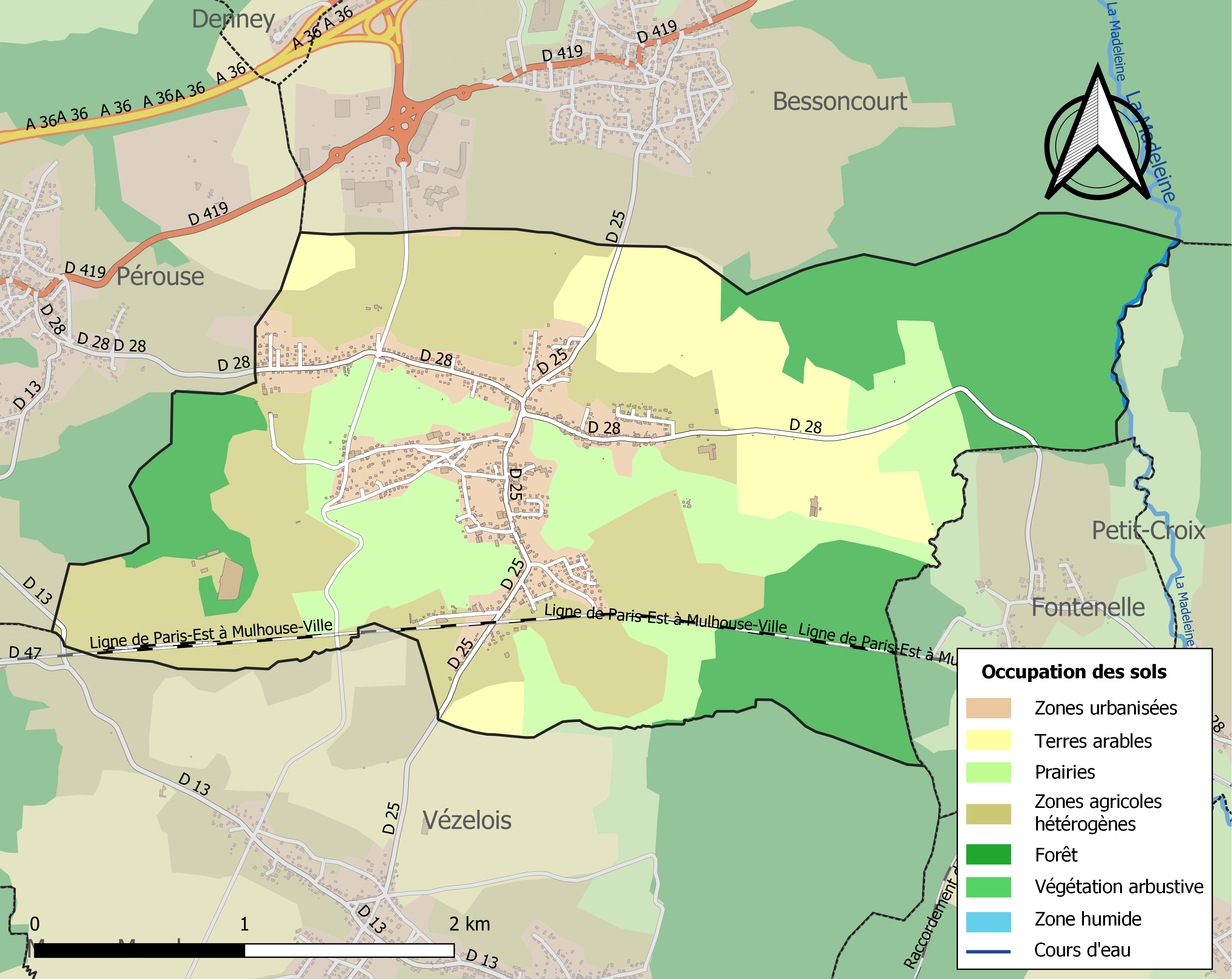
Carte des infrastructures et de l'occupation des sols de la commune en 2018 (CLC).

## Toponymie
- Chyvrimont (1105), de Capramonte (1177), Geissinberch (1235), Geisenberg (1303), Geissenberg (1394), Chievremont (1437), Geisberg & Geisperg (1576), Chieuremont (1655), Chevremont (1793).
- En allemand : Geisenberg[13].

## Histoire

### Faits historiques
La localité de Chèvremont est connue depuis le XIe siècle et constituait déjà le chef-lieu de la mairie de la Haute-Assise, dépendant de la prévôté de Belfort.
Au partage du comté de Montbéliard-Ferrette, en 1351 le fief de Chèvremont revient à Ursule, fille de Jeanne de Montbéliard, puis à Albert d'Autriche en 1351.
Comme pour d'autres villages de la région, le territoire de la commune recèle du minerai de fer en grain qui fut exploité jusqu'au XIXe siècle.
Le 2 juillet 1815, le village, alors occupé par les troupes autrichiennes, est repris par les troupes françaises dont le 52e régiment d'infanterie de ligne commandé par le colonel Louis Marion Jacquet.

## Politique et administration

### Liste des maires

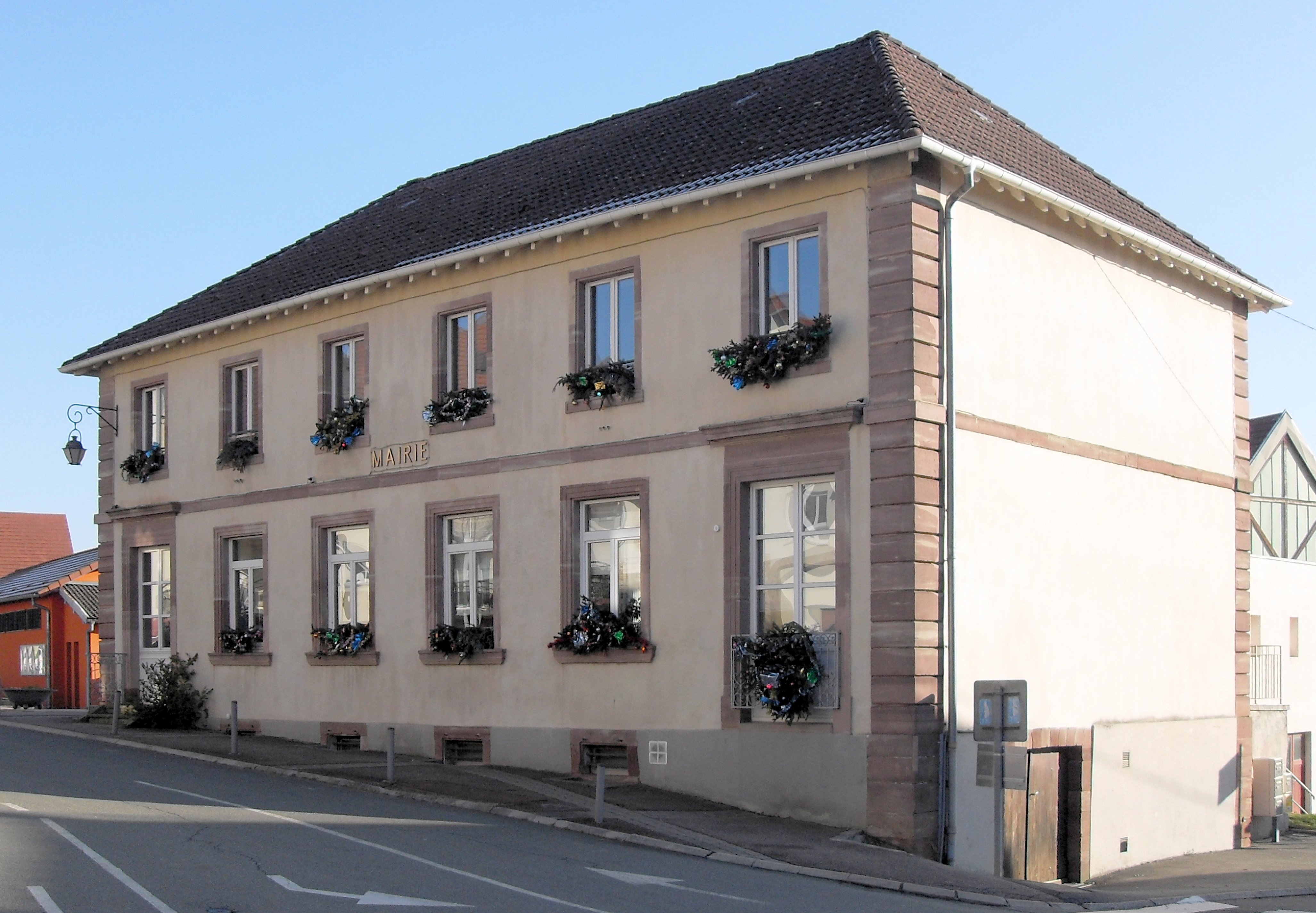
La mairie.

| Période                                  | Période   | Identité             | Étiquette | Qualité                      |
| ---------------------------------------- | --------- | -------------------- | --------- | ---------------------------- |
| Les données manquantes sont à compléter. |           |                      |           |                              |
| avant 1981                               | ?         | Gérard Torno         |           |                              |
| mars 2001                                | mars 2008 | Jacques Lehmann      |           | Notaire                      |
| mars 2008                                | mars 2014 | Pierre Lab           | PS        | Retraité SNCF                |
| mars 2014                                | En cours  | Jean-Paul Moutarlier | PS        | Fonctionnaire de catégorie A |

## Population et société

### Démographie
L'évolution du nombre d'habitants est connue à travers les recensements de la population effectués dans la commune depuis 1793. Pour les communes de moins de 10 000 habitants, une enquête de recensement portant sur toute la population est réalisée tous les cinq ans, les populations de référence des années intermédiaires étant quant à elles estimées par interpolation ou extrapolation. Pour la commune, le premier recensement exhaustif entrant dans le cadre du nouveau dispositif a été réalisé en 2004.

En 2022, la commune comptait 1 566 habitants, en évolution de −3,03 % par rapport à 2016 (Territoire de Belfort : −2,78 %, France hors Mayotte : +2,11 %).
| 1793 | 1800 | 1806 | 1821 | 1831 | 1836 | 1841 | 1846 | 1851 |
| ---- | ---- | ---- | ---- | ---- | ---- | ---- | ---- | ---- |
| 447  | 446  | 505  | 505  | 560  | 585  | 576  | 555  | 548  |

| 1856 | 1861 | 1866 | 1872 | 1876 | 1881 | 1886 | 1891 | 1896 |
| ---- | ---- | ---- | ---- | ---- | ---- | ---- | ---- | ---- |
| 521  | 529  | 530  | 502  | 660  | 688  | 633  | 621  | 631  |

| 1901 | 1906 | 1911 | 1921 | 1926 | 1931 | 1936 | 1946 | 1954 |
| ---- | ---- | ---- | ---- | ---- | ---- | ---- | ---- | ---- |
| 610  | 503  | 717  | 507  | 535  | 569  | 723  | 565  | 545  |

| 1962 | 1968 | 1975 | 1982 | 1990  | 1999  | 2004  | 2006  | 2009  |
| ---- | ---- | ---- | ---- | ----- | ----- | ----- | ----- | ----- |
| 526  | 634  | 821  | 905  | 1 040 | 1 220 | 1 269 | 1 363 | 1 469 |

| 2014  | 2019  | 2022  | - | - | - | - | - | - |
| ----- | ----- | ----- | - | - | - | - | - | - |
| 1 619 | 1 570 | 1 566 | - | - | - | - | - | - |

### Enseignement
L'école de Chèvremont, située à côté de la mairie, possède deux bâtiments. On trouve également un collège privé catholique, le collège La Providence, de modeste dimension.

### Santé
L'hôpital le plus proche est l'hôpital Nord Franche-Comté situé entre Belfort et Montbéliard, à Trévenans,.

### Sports
Le club de football de Chèvremont comprend une section féminine dont l'équipe 1 évolue en championnat de Régionale 2. Elle a évolué par le passé en championnat national (D3) et a remporté la coupe de Franche-Comté durant la saison 2012-2013.

## Culture locale et patrimoine

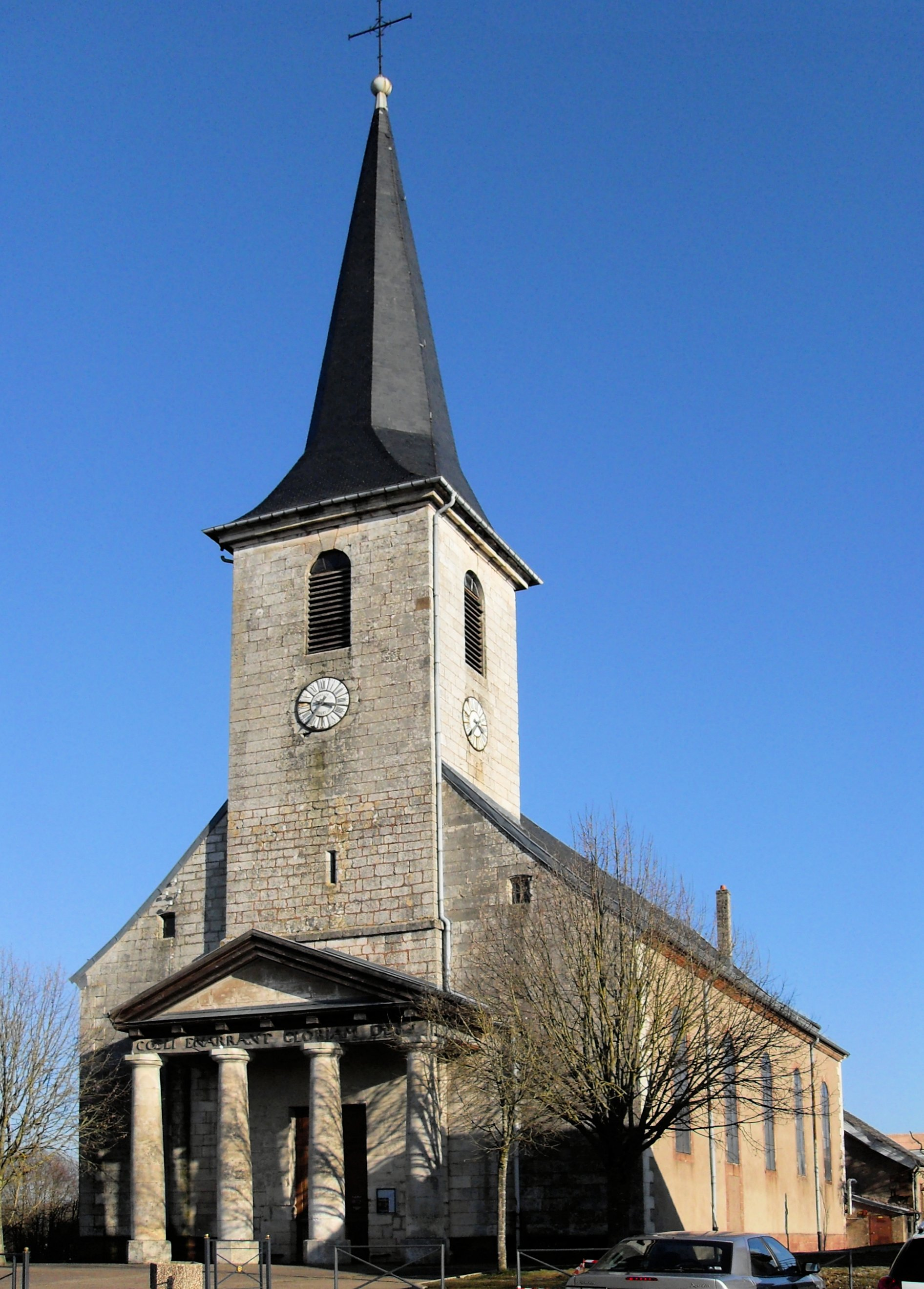
L'église.

### Lieux et monuments
- l'église, dédiée à la Sainte Croix (Exaltation-de-la-Sainte-Croix), a été construite en 1784 par l'architecte et futur général Kléber, sur les bases d'une construction plus ancienne ;
- sur le territoire de la commune a été construit vers 1889 un fort faisant partie de la ceinture fortifiée de Belfort, au même titre que ses voisins de Bessoncourt et de Vézelois.

### Héraldique
| Armes de Chèvremont | Les armes peuvent se blasonner ainsi : d'azur au chevron d'or accompagné en pointe d'un mont de six coupeaux du même. |

## Pour approfondir